# Brienomyrus brachyistius
Brienomyrus brachyistius is een  straalvinnige vissensoort uit de familie van tapirvissen (Mormyridae). De wetenschappelijke naam van de soort is voor het eerst geldig gepubliceerd in 1862 door Gill.
De soort staat op de Rode Lijst van de IUCN als niet bedreigd, beoordelingsjaar 2009.